# Lippai Lajos
Lippai Lajos Szabolcs (Külsőbőcs, 1946. július 25. – 2006. március 5.) magyar gazdasági vezető, politikus, országgyűlési képviselő.

## Életpályája

### Iskolái
Az általános iskolát Bőcsön végezte el. 1960–1963 között a miskolci 116. sz. Szakmunkásképző Intézet tanulója volt; esztergályos szakmunkás-bizonyítványt szerzett. 1963–1967 között esti tagozaton elvégezte a miskolci Gábor Áron Kohó- és Öntőipari Technikumot. Budapesten elvégezte a SZOT Munkavédelmi Továbbképző Intézetet; 1973-ban felsőfokú munkavédelmi és technikusi oklevelet kapott. 1977–1978 között a Szegedi Élelmiszeripari Főiskola hallgatója volt. 1979–1983 között a miskolci Bánki Donát Gépipari Műszaki Főiskola hallgatója volt. 1984-ben munkavédelmi szakmérnök lett. 1987-ben elvégezte a MÉM Mérnök- és Vezető-továbbképző Intézet szaktanfolyamát, amely felsőfokú tervgazdasági beruházó szakképesítést adott.

### Pályafutása
1963–1970 között a Lenin Kohászati Művekben (LKM) üzemi technológus volt. 1967–1969 között Lillafüreden letöltötte sorkatonai szolgálatát; őrmester és első osztályú távírász volt. 1970–1992 között a Borsodi Sörgyárban műszaki ellenőr, a beruházási, majd 1992–1994 között a beszerzési osztály vezetője volt. 1975-től a Magyar Élelmiszer-ipari Tudományos Egyesület Söripari Szakosztályának tagja volt. 1992–1994 között a Rákóczi Bank Rt. felügyelőbizottságának tagja volt.

### Politikai pályafutása
1975–1989 az MSZMP tagja volt. 1980–1990 között községi tanácstag és tanácselnök-helyettes volt. 1985-ben országgyűlési képviselőjelölt volt. 1990–2006 között Bőcs polgármestere volt. 1994–1998 között országgyűlési képviselő (Borsod-Abaúj-Zemplén megye, MSZP) volt. 1994–1998 között a Környezetvédelmi bizottság tagja volt.

## Családja
Szülei: Lippai Lajos (1917–1971) postakezelő és Nagy Ida Jolán (1924-?) voltak. 1970-ben házasságot kötött Homolya Erzsébettel. Két lányuk született: Szilvia (1970) és Kornélia (1975).